# Il ciclope (Redon)
Il ciclope è un dipinto di Odilon Redon risalente al 1895-1900 e custodito al Museo Kröller-Müller di Otterlo.

## Descrizione
- Wikimedia Commons contiene immagini o altri file su Il ciclope

Descrizione:
L'opera di Redon ritrae un mondo da sogno, abitato da fate, mostri, spiriti e altre figure fantastiche. Ciò lo rende tipicamente rappresentativo del simbolismo, un movimento artistico della fine del XIX secolo con una forte inclinazione verso il subconscio, lo straordinario e l'inspiegabile.
L'occhio In questo dipinto
il Ciclope Polifemo spia da dietro un'alta montagna la Nereide Galatea addormentata. Il soggetto di questo quadro è tratto dalla 12ª favola del libro XIII de "Le metamorfosi" di Ovidio "Galatea, Aci e Polifemo"  L'amore del gigante con un occhio solo rimane non corrisposto, poiché Galatea preferisce il dio fluviale Aci. L'occhio innaturalmente grande è la parte più evidente del dipinto. Nell'opera di Redon, l'occhio è spesso una creatura indipendente e dominante, simbolo dell'anima umana e del mondo interiore misterioso e sconosciuto.
Colori vivaci
La minaccia del gigante, o meglio dell'occhio, che spia la donna nuda, è rafforzata dagli insoliti colori vivaci. Con questa rappresentazione personale e onirica di un tema del regno degli dei greci, Redon ha dipinto uno dei capolavori dell'arte simbolista.